# Hiệp định về Hàng Dệt may
Hiệp định về Hàng Dệt may (tiếng Anh: Agreement on Textiles and Clothing, viết tắt là ATC) được ký kết cùng với đa số các hiệp định khác của Tổ chức Thương mại Thế giới (WTO) tại Vòng đàm phán Uruguay. Nó thay thế cho Thỏa thuận Đa sợi (MFA) để quản lý thương mại quốc tế trong lĩnh vực hàng dệt may. Đây là hiệp định duy nhất của WTO có điều khoản tự huỷ. Theo quy định được ghi trong hiệp định, nó đã hết hiệu lực kể từ ngày 1 tháng 1 năm 2005, và thương mại hàng dệt may đã quay về áp dụng theo các quy định chung của GATT 1994. Điều đó có nghĩa là chấm dứt chế độ hạn ngạch đối với hàng dệt may và các nước nhập khẩu không còn có thể có các biện pháp phân biệt đối xử đối với hàng dệt may của các nước xuất khẩu khác nhau.
Về nguyên tắc, Hiệp định về Hàng Dệt may cho phép các nước thành viên áp dụng hạn ngạch đối với hàng dệt may. Tuy nhiên, trong khoảng thời gian 10 năm (từ 1995 đến 2004), các thành viên phải dần dần dỡ bỏ rào cản này. Việc dỡ bỏ được thực hiện theo 4 bước, cho phép cả nước xuất khẩu lẫn nước nhập khẩu điều chỉnh theo tình hình mới. Hạn ngạch ban đầu của một nước thành viên được áp dụng theo hạn ngạch mà nước đó đặt ra tại thời điểm ngày 31 tháng 12 năm 1994.
Hiệp định quy định tỷ lệ hàng dệt may phải đưa vào áp dụng quy định chung của GATT 1994 tại mỗi bước nêu trên. Nếu trong số đó có các mặt hàng dệt may đang áp dụng hạn ngạch thì hạn ngạch phải bị dỡ bỏ. Những tỷ lệ này được quy định dựa theo mức trao đổi thương mại hàng dệt may của nước nhập khẩu vào năm 1990. Hiệp định cũng quy định rằng khối lượng nhập khẩu cho phép theo hạn ngạch phải được tăng lên mỗi năm theo một tỷ lệ nhất định, và qua mỗi bước, tỷ lệ này cũng phải tăng lên. Tỷ lệ tăng lên đó được xác định dựa trên một công thức tính với giá trị là tốc độ tăng nhập khẩu qua các năm áp dụng Thỏa thuận Đa sợi.